# 은빛초등학교 (경기)
은빛초등학교는 대한민국 경기도 시흥시에 있는 공립 초등학교이다.

## 연혁
- 2019년 3월 1일 : 개교